# Fontellas
Fontellas là một đô thị trong tỉnh và cộng đồng tự trị Navarre, Tây Ban Nha. Đô thị này có dân số là 782 người. Đô thị nằm ở độ cao 276 m trên mực nước biển.

## Biến động dân số
| Biến động dân số | Biến động dân số | Biến động dân số | Biến động dân số | Biến động dân số | Biến động dân số | Biến động dân số | Biến động dân số | Biến động dân số | Biến động dân số | Biến động dân số |
| 1996             | 1998             | 1999             | 2000             | 2001             | 2002             | 2003             | 2004             | 2005             | 2006             | 2007             |
| ---------------- | ---------------- | ---------------- | ---------------- | ---------------- | ---------------- | ---------------- | ---------------- | ---------------- | ---------------- | ---------------- |
| 651              | 646              | 709              | 736              | 809              | 832              | 799              | 804              | 828              | 856              | 861              |
| Nguồn:           |                  |                  |                  |                  |                  |                  |                  |                  |                  |                  |